# 科爾邦
科爾邦（法語：Corban，法語發音：[kɔʁbɑ̃]）是瑞士汝拉州的旧市镇，位於該國西北部，面積7.85平方公里，海拔高度525米，2011年人口471，八成半人口信奉羅馬天主教，人口密度每平方公里60人。